# Cristian Stellini
Cristian Stellini (Cuggiono, Provincia de Milán, Italia, 27 de abril de 1974) es un exfutbolista y entrenador italiano. Se desempeñaba en la posición de defensa. Actualmente es asistente técnico de Antonio Conte en la Società Sportiva Calcio Napoli.

## Carrera como jugador
Stellini jugó para Novara (Serie C2), SPAL (Serie C1) antes de unirse a Ternana de la Serie C2 en octubre de 1996. Logró el ascenso dos veces para el equipo a la Serie B en el verano de 1998. En el verano de 2000, se unió a Como de la Serie C1, él volvió a ganar ascensos, llegando a la Serie A en 2002. Hizo su debut en la Serie A el 14 de septiembre de 2002 contra el Empoli.
En el verano de 2003, Stellini fichó por la Juventus, pero sufrió una grave lesión en la pierna. Después de jugar solo dos veces, se mudó al Genoa. Durante el tiempo de Stellini en el club, el escándalo Caso Genoa vio al club relegado a la Serie C. Sin embargo, Stellini permaneció en el club y ayudó a lograr el ascenso a la Serie A.
El 31 de agosto de 2007 se hizo oficial su fichaje por el Bari, equipo con el que ganó el campeonato de Serie B en la temporada 2008-09 y obtuvo el ascenso. A los 36 años, el 16 de mayo de 2010, marcó su primer y único gol en la Serie A ante la Fiorentina, que sería también el último partido de su carrera.

## Carrera como entrenador
En 2011, Stellini se unió al equipo de entrenadores de Antonio Conte en la Juventus y aprobó el examen de entrenador de categoría 2. Sin embargo, en 2012, Stellini fue suspendido por dos años y medio por la FIGC tras acusaciones de amaño de partidos. Posteriormente renunció a su puesto de asistente técnico en la Juventus.
Stellini regresó al fútbol como entrenador juvenil del Genoa de 2015 a 2017.
El 26 de junio de 2017, Stellini fue nombrado nuevo entrenador del Alessandria, firmando un contrato de dos años. Sin embargo, no obtuvo los resultados deseados, por lo que el 20 de noviembre fue despedido junto a toda su plantilla tras la derrota en casa ante el Viterbese.
Stellini se unió al personal directivo de Conte en el Inter antes de la temporada 2019-20. Allí, ganó el Scudetto durante la temporada 2020-21, logrando tres victorias del equipo cuando Conte fue suspendido por acumulación de tarjetas amarillas. El 27 de mayo de 2021 rescindió su contrato con los nerazzurri.
Se vinculó una vez más con Conte en el Tottenham Hotspur, retomando su papel de asistente del entrenador. En el último partido de la fase de grupos de la Liga de Campeones 2022-23, Stellini llevó al equipo a una victoria en Marsella, lo que le dio a los Spurs un lugar en la fase eliminatoria y ganó el grupo en el proceso.
En febrero de 2023, se confirmó que Conte requirió cirugía en la vesícula biliar para recuperarse de una colecistitis y, por lo tanto, requirió un período de recuperación después de la cirugía. Como segundo entrenador, Stellini asumió las funciones de Conte de manera interina durante la duración de su recuperación. Conte regresó al banquillo para los siguientes dos juegos del Tottenham, una derrota por 4-1 ante el Leicester City y una derrota por 1-0 ante el AC Milan, sin embargo, luego se anunció que regresaría a Italia para continuar con su recuperación; como resultado, Stellini asumió una vez más las responsabilidades de gestión y, en su primer partido, llevó a los Spurs a una victoria por 2-0 contra el West Ham United, seguida de otra victoria por 2-0 contra el Chelsea.
El 26 de marzo de 2023, el Tottenham anunció que Conte había dejado el club de mutuo acuerdo. No obstante, se anunció que Stellini, originalmente parte del equipo de entrenadores de Conte, se quedaría como entrenador interino junto a Ryan Mason actuando como su asistente. El 23 de abril, el equipo sufrió una derrota por 6-1 contra el Newcastle, cayendo 5-0 en 21 minutos, lo que socavó su esfuerzo por terminar entre los cuatro primeros para competir en la Liga de Campeones de la próxima temporada. Fue relevado de sus funciones al día siguiente, siendo reemplazado por Ryan Mason.

## Clubes

### Como jugador
| Club    | País   | Año         |
| ------- | ------ | ----------- |
| Novara  | Italia | 1992 - 1994 |
| SPAL    | Italia | 1994 - 1996 |
| Ternana | Italia | 1996 - 2000 |
| Como    | Italia | 2000 - 2003 |
| Modena  | Italia | 2003 - 2004 |
| Genoa   | Italia | 2004 - 2007 |
| Bari    | Italia | 2007 - 2010 |

### Como entrenador
| Club              | País       | Año         |
| ----------------- | ---------- | ----------- |
| Genoa Primavera   | Italia     | 2015 - 2017 |
| Alessandria       | Italia     | 2017        |
| Tottenham Hotspur | Inglaterra | 2023        |

## Estadísticas como entrenador
| Alessandria · Italia         | 3.ª                 | 2017-18             | 14 | 2 | 6 | 6 | Inc. | 2 | 1 | 0 | 1 | - | - | - | - | - | - | - | - | - | 16 | 3 | 6 | 7 | 31.25% | 17 | 22 | -5  |
| Alessandria · Italia         | Total               | Total               | 14 | 2 | 6 | 6 | -    | 2 | 1 | 0 | 1 | - | - | - | - | - | - | - | - | - | 16 | 3 | 6 | 7 | 31.25% | 17 | 22 | -5  |
| Tottenham Hotspur Inglaterra | 1.ª                 | 2022-23             | 4  | 1 | 1 | 2 | Inc. | - | - | - | - | - | - | - | - | - | - | - | - | - | 4  | 1 | 1 | 2 | 33.33% | 6  | 11 | -5  |
| Tottenham Hotspur Inglaterra | Total               | Total               | 4  | 1 | 1 | 2 | -    | - | - | - | - | - | - | - | - | - | - | - | - | - | 4  | 1 | 1 | 2 | 33.33% | 6  | 11 | -5  |
| Total en su carrera          | Total en su carrera | Total en su carrera | 18 | 3 | 7 | 8 | -    | 2 | 1 | 0 | 1 | - | - | - | - | - | - | - | - | - | 20 | 4 | 7 | 9 | 31.67% | 23 | 33 | -10 |

### Resumen por competiciones
| Competición         | Partidos | Ganados | Empatados | Perdidos | Ganados % |
| ------------------- | -------- | ------- | --------- | -------- | --------- |
| Serie C             | 14       | 2       | 6         | 6        | 28.58%    |
| Copa Italia Serie C | 2        | 1       | 0         | 1        | 50%       |
| Premier League      | 4        | 1       | 1         | 2        | 33.33%    |
| Total               | 20       | 4       | 7         | 9        | 31.67%    |

## Palmarés

### Como jugador

#### Campeonatos nacionales
| Título  | Club | País   | Año     |
| ------- | ---- | ------ | ------- |
| Serie B | Como | Italia | 2001-02 |
| Serie B | Bari | Italia | 2008-09 |

## Nota
1. ↑  Incluye Copa Italia Serie C